# Delta Cross jezici
Delta Cross jezici, jedna od glavnih skupina Cross River jezika kojoj pripadaju zajedno s jezicima Bendi. Osnovna ime je podjela na uže skupine centralna Delta, Lower Cross, Ogoni i Upper Cross, koje obuhvaćaju ukupno 59 jezika koji se govore u Nigeriji.
a) Centralna Delta (9). Po prijašnjoj verziji 8, a dodan je o’chi’chi’: 
a1. Abua-Odual (2): abua, odual;
a2. Kugbo (1): kugbo;
a3. abureni; obulom; O’chi’chi’; ogbia; ogbogolo; ogbronuagum.
b. Lower Cross (23) Nigerija: 
b1. Obolo (23):
a. eki; idere; obolo;
b. Ebughu (1): ebughu;
c. Efai (1): efai;
d. Efik (4): anaang, efik, ibibio, ukwa;
e. Ekit (2): ekit, etebi;
f. Enwang-Uda (2): enwan, uda;
g. Ibino (1): ibino;
h. Ibuoro (4): ibuoro, ito, itu mbon uzo, nkari;
i. Ilue (1): ilue;
j. Okobo (1): okobo;
k. Usaghade (1) Kamerun: usaghade;
l. Iko (1): iko;
m. Oro (1): oro.
c. Ogoni jezici (5) Nigerija:  
c1. Istočni (3): gokana, khana, tee.
c2. zapadni (2): baan, eleme,
d. Upper Cross (22) Nigerija:     
d1. Agoi-Doko-Iyoniyong (3): agoi, bakpinka, doko-uyanga.
d2. Akpet (1): ukpet-ehom.
d3. Centralni (15):
a. istok-zapad (8): 
a1. Ikom (1): olulumo-ikom.
a2. Loko (3): lokaa, lubila, nkukoli.
a3. Mbembe-Legbo (4):
a. Legbo (3): legbo, lenyima, leyigha.
b. Mbembe (1): cross river mbembe (okam),
b. sjever-jug (7):
b1. Koring-Kukele (3): 
a1 Koring (1): oring.
a2 Kukele (2): kukele, uzekwe.
b2. Ubaghara-Kohumono (4): 
a. Kohumono (3):  agwagwune, kohumono, umon.
b. Ubaghara (1): ubaghara.
d4. Kiong-Korop (3):  kiong, korop, odut.

## Vanjske poveznice
- Ethnologue (14th)
- Ethnologue (15th)